# Moderato cantabile
Moderato cantabile és una pel·lícula de Peter Brook estrenada el 1960, adaptació de la novel·la Moderato cantabile de Marguerite Duras. El títol s'inspira en una expressió utilitzada en música (moderato cantabile). Ha estat doblada al català.

## Argument[2]
En una ciutat portuària, una avorrida mestressa de casa, Anne Desbaresdes, és testimoni de l'assassinat d'una dona pel seu promès en un bar. Pel biaix de converses entre persones ocioses, que vagaregen a la tarda en un cafè, Anne confronta la seva vida assenyada amb una passió basada en un ideal desenvolupat al llarg de la pel·lícula, i per casualitat, coneix un home, Chauvin, un treballador, que comparteix la seva fascinació per l'assassinat.

## Repartiment
- Jean-Paul Belmondo: Chauvin
- Pascale de Boysson: La propietària del bar de La Gironde
- Jean Deschamps: Desbarèdes
- Jeanne Moreau: Anne Desbarèdes
- Didier Haudepin: el petit Pierre
- Colette Régis: Mlle Girard, la professora de piano
- Valéric Dobuzinsky: L'assassí

## Premis i nominacions
Premis
- 1960: Premi a la interpretació femenina al Festival de Cannes per Jeanne Moreau

Nominacions
- 1960: Palma d'or